# Gustave Cabaret
Charles Gustave Cabaret (ur. 1 listopada 1866 w Claye-Souilly, zm. 4 kwietnia 1918 w Paryżu) – francuski łucznik, uczestnik igrzysk olimpijskich w 1908. Wystartował tam w dwóch konkurencjach: w rundzie podwójnej (26. miejsce, 191 punktów) i w rundzie kontynentalnej (3. miejsce, 255 punktów).